# Callitomis multifasciata
Callitomis multifasciata là một loài bướm đêm thuộc phân họ Arctiinae, họ Erebidae.